# Смолінг Леся Ігорівна
Леся Ігорівна Смолінг (нар. 23 січня 1994, м. Городенка, Івано-Франківська область) — українська гандболістка, яка гралє за львівську «Галичанку» та збірну України. Виступає на позиціях розігруючої та лівої крайньої. Майстер спорту України.

## Життєпис
Леся Смолінг народилася 23 січня 1994 року в м.Городенка Івано-Франківської області. Займалася спортивною гімнастикою, баскетболом та волейболом. Батько Лесі, в минулому також займався гандболом, привів її у гандбольну секцію городенківської дитячо-юнацької спортивної школи. Вихованка Городенківської дитячо-юнацької спортивної школи, тренер Богдан Аліман. Грає в гандбол з другого класу. З 10 класу навчалася у Львівському училищі фізичної культури та тренувалася у групі Василя Козара та Віталія Надича. 
У грудні 2015 року закінчила ІГСН НУ «Львівська політехніка» за спеціальністю «документознавство та інформаційна діяльність».
Професійну гандбольну кар'єру розпочала в львівській «Галичанки», розпочала виступати за команду ще під час навчання в училищі. 
У міжсезоння 2017 року підписала дворічний контракт з білоруським гандбольним клубом «Гомель».
У сезонах 2019—20 та 2020—21 грала за польський гандбольний клуб Energa AZS Koszalin У сезонах 2021—22 та 2022—23 разом з одноклубницею Натальою Воловник грала за команду Eurobud Grupa JKS Jaroslaw. У сезоні 2023—24 грала за польський гандбольний клуб гміни Кобежиці. Напередодні старту сезону 2024—25 приймає пропозицію повернутись до «Галичанки» для участі у матчах Кубка Європи.

## Захоплення
Лесі Смолінг подобається читати книги, вишивати, переглядати фільми та прогулюватись вулицями Львова. 

## Титули і досягнення
— чемпіонка Української жіночої Суперліги (2015, 2016, 2017), чемпіонка Білорусі (2019) 
 — срібна призерка чемпіонату Білорусі (2018), срібна призрека чемпіонату Польщі (2024)

 — бронзова призерка Балтійської ліги (2017)
Володарка Кубку Білорусі (2019) у складі ГК «Гомель».
Півфіналістка Кубку Виклику—2015, учасниця Кубку Європейської гандбольної федерації сезону 2015—16.
У складі студентської збірної України — чемпіонка Європи серед студентів, 7-ий лауреат Всесвітньої студентської універсіади.
Найкраща гравчиня української гандбольної Суперліги 2016—17